# Hemicopha praefulvata
Hemicopha praefulvata är en fjärilsart som beskrevs av W. Warren 1907. Hemicopha praefulvata ingår i släktet Hemicopha och familjen mätare. Inga underarter finns listade i Catalogue of Life.